# Mycosphaerella ulmi
Mycosphaerella ulmi är en svampart som beskrevs av Kleb. 1902. Mycosphaerella ulmi ingår i släktet Mycosphaerella och familjen Mycosphaerellaceae.  Arten är reproducerande i Sverige. Inga underarter finns listade i Catalogue of Life.